# Johannes Burckardt
Johannes Burckardt, in italiano Giovanni Burcardo, in latino Johannes Burchardus (Niederhaslach, fra il 1445 e il 1450 – Roma, 16 maggio 1506), è stato un vescovo cattolico tedesco, protonotario pontificio e maestro di cerimonie.
Viene ricordato soprattutto per il suo Liber notarum, che costituisce un'importante fonte storica sulla vita alla corte dei papi del Rinascimento.

## Biografia
Di umili origini, ebbe un'istruzione di base e i primi rudimenti di liturgia alla collegiata di San Fiorenzo del suo paese natale. Nel 1467 ottiene il primo incarico come scrivano alle dipendenze di Johannes Wegerauff, canonico di San Tommaso e vicario generale a Strasburgo. Approfittando della sua posizione, quello stesso anno falsifica dei documenti e commette alcuni furti, ed è costretto a lasciare l'incarico.
Nel 1467 il Burcardo partì quindi per Roma, dove cominciò una rapida carriera. Nel 1471 ottenne da Paolo II l'aspettativa della cappellania perpetua dell'altare di Sant'Eligio a Strasburgo, che gli garantiva quattro scudi di rendita. In un documento del 1472 il Burcardo è citato fra i commensali e dipendenti del cardinale Marco Barbo a Palazzo Venezia. Nel 1472 Sisto IV della Rovere gli concesse altri due canonicati in Alsazia, nel capitolo di San Tommaso a Strasburgo e nel capitolo di San Fiorenzo ad Haslach.
Nel 1473 il Burcardo era al servizio di un altro cardinale, Giovanni Arcimboldi, che con la sua influenza gli fece ottenere il titolo di familiare e commensale continuo del pontefice.
Nel 1475 passò alle dipendenze del vescovo di Pesaro Tommaso Vincenzi, tesoriere generale pontificio. Approfittando del Giubileo, il Burcardo confessò ed ottenne il perdono dei peccati di falso e di furto che intralciavano lo sviluppo della sua carriera. Da quel momento la sua ascesa fu sempre più rapida.
Nel 1478 fu nominato cappellano pontificio e abbreviatore delle lettere apostoliche. Nel 1481 divenne protonotario apostolico e chierico pontificio. Nel 1484 successe al senese Agostino Patrizi Piccolomini nella carica di cerimoniere della cappella pontificia.
Con la collaborazione dello stesso Agostino Patrizi Piccolomini e di Giacomo de Luciis di Sutri fu autore di una nuova edizione del Liber Pontificalis (Pontificale romano), pubblicato a Roma nel 1485. Nel 1488 ebbe la carica di maestro del registro delle suppliche. Nel 1489 fu accolto nella confraternita tedesca di Santa Maria dell'Anima di cui ben presto divenne provveditore. Nel 1494 ebbe l'incarico di organizzare le cerimonie per l'incoronazione di Alfonso II di Napoli e per il matrimonio di Goffredo Borgia con Sancha d'Aragona.
Fra il 1491 e il 1500 fece costruire la sua residenza romana su un terreno nel rione Sant'Eustachio, preso in affitto dal monastero di Farfa. Ne nacque una controversia con la potente famiglia dei Cesarini che rivendicava la proprietà di parte del terreno. Papa Alessandro VI chiamò allora l'arcivescovo di Ragusa a dirimere la controversia, e questi sentenziò che i Cesarini sarebbero entrati in possesso del palazzetto del Burcardo solo dopo la morte del cerimoniere pontificio, alla cui presenza si deve la denominazione di Argentina data a tutta quella zona perché allora Strasburgo, da cui il religioso proveniva, era anche nota con l'antico nome latino di Argentoratae, con riferimento alle miniere del prezioso metallo.
Nel 1503, a pochi giorni dalla sua salita al soglio pontificio, Giulio II lo nominò vescovo di Civita Castellana e Orte.
Ammalatosi di gotta nel 1505 morì il 16 maggio 1506. La cerimonia funebre fu ufficiata nella basilica di Santa Maria del Popolo, dove fu sepolto nella cappella del vescovo Giovanni Vera.

## Opere
- Liber Pontificalis (Pontificale romano), con Agostino Patrizi Piccolomini e Jacopo Lucio, 1485
- Caeremoniale Romanum, con Agostino Patrizi Piccolomini, 1488
- Ordo servandus per sacerdotem in celebratione missae, scritto nel 1495 e pubblicato a Roma nel 1502
- Liber notarum ab anno MCCCCLXXXIII usque ad annum MDVI, a cura di Enrico Celani. In Rerum italicarum scriptores, 2d ed., vol. 32, pt. 1. Città di Castello, 1906
- Diarium sive Rerum Urbanarum Commentarii (1483 - 1506), texte latin publié intégralement pour la première fois d'après les manuscrits de Paris, de Rome et de Florence avec introduction, notes, appendices, tables et index par L. Thuasne, Paris, Ernest leroux, 1885.

## Nella cultura di massa
- Nella serie televisiva francese I Borgia è interpretato da Victor Schefé.
- Nella serie televisiva canadese I Borgia è interpretato da Simon McBurney.
- Nel film spagnolo Los Borgia è interpretato da Roberto Álvarez.

## Genealogia episcopale
La genealogia episcopale è:
- Cardinale Guillaume d'Estouteville, O.S.B.Clun.
- Papa Sisto IV
- Papa Giulio II
- Vescovo Johannes Burckardt